# Sharafuddin di Selangor
Il capitano Sharafuddin Idris Shah (Klang, 11 dicembre 1945) è il 9º sultano di Selangor in Malaysia dal 2001.

## Origini e formazione
Sharafuddin di Selangor è nato nel palazzo di Istana Jema'ah a Klang l'11 dicembre 1945, primo figlio del Raja Muda (principe ereditario) di Selangor, Salahuddin Abdul Aziz Shah e della sua prima moglie, Raja Saidatul Ihsan Tengku Badar Shah (1923 - 2011). Suo padre era il figlio maggiore del sultano Alam Shah Hisamuddin che divenne il secondo Yang di-Pertuan Agong della Malesia. Sua madre era nipote dei sultani Alaeddin Sulaiman Shah e Abdul Jalil di Perak. Come tale, i suoi genitori erano cugini di primo grado. È stato nominato Tengku Idris Shah alla nascita.
A nove anni, ha iniziato la sua formazione presso la scuola primaria malese di Kuala Lumpur, prima di studiare al St. John's Institution fino al 1959.
Nel 1960, suo padre divenne sultano di Selangor. Nello stesso anno il quindicenne Tengku Idris, è stato proclamato Raja Muda (principe ereditario). La sua insvestitura formale è avvenuta dieci anni dopo. Fu mandato all'estero per continuare gli studi, frequentando la Hale School di Perth, in Australia, dal 1960 e più tardi il Langhurst College nel Surrey, dal 1964.
Dopo il ritorno dal Regno Unito, Tengku Idris è entrato al servizio del governo ed è stato assegnato alla Segreteria di Stato di Selangor sotto l'amministrazione del Menteri Besar Harun Idris. Ha prestato servizio nel Centro Direzionale di Kuala Lumpur e nel dipartimento di polizia.
Il 24 aprile 1999 è stato nominato reggente di Selangor dopo che suo padre è diventato Yang di-Pertuan Agong.

## Sultano di Selangor
Il 22 novembre 2001, Tengku Idris fu proclamato sultano di Selangor, succedendo al padre, morto il giorno precedente dopo soli due anni come Yang di-Pertuan Agong. Ha preso il nome di Sharafuddin (che significa "illuminazione religiosa" in lingua araba), ed è stato designato come sultano Idris Sharafuddin Shah. La sua incoronazione formale ha avuto luogo il 9 marzo 2003 all'Istana Alam Shah di Klang.
Come sultano, egli è noto per avere revocato premi di stato e onorificenze conferiti da lui o da suo padre. Nel 2007, ha revocato il titolo di Datuk a un uomo d'affari che si è dichiarato colpevole per frode finanziaria. Ha inoltre sospeso altri che sono stati accusati in tribunale per vari reati. Nel 2011, ha sospeso dal titolo di Datuk l'ex ministro dei trasporti Chan Kong Choy in quanto era stato accusato accusato in tribunale per uno scandalo riguardante il porto franco di Klang.
L'elezione generale del 2008 ha visto un radicale cambiamento politico a Selangor. Per la prima volta, il Barisan Nasional (BN) non ha avuto il controllo complessivo dell'assemblea. Il monarca ha presieduto il giuramento del primo Menteri Besar di Selangor non appartenente a questo partito.
Nel maggio del 2009, ha subito un intervento chirurgico a cuore aperto durato dieci ore presso la Stanford University Medical Center di Palo Alto, in California.
Nei primi mesi del 2011, fu coinvolto in una crisi per la nomina del segretario di stato, il più alto funzionario governativo. Il governo federale, con il suo assenso, ha nominato Mohd Khusrin Munawi. Tuttavia, l'esecutivo dello Stato si è opposto alla nomina. Quest'ultimo alla fine cedette e Khusrin ha assunto le sue funzioni nel mese di febbraio 2011.

## Vita personale
Nel 1968 ha sposato Raja Zarina Raja Tan Sri Zainal. Il matrimonio è finito con un divorzio nel 1986. Sharafuddin e Raja Zarina hanno due figlie:
- Tengku Zerafina (nata nel 1969), attualmente imprenditrice con base a Londra;[13] Ha sposato Colin Salem Parbury il 5 dicembre 2004;
- Tengku Zatashah (nata nel 1973), attualmente dirigente a Parigi. Ha sposato Aubry Rahim Mennesson (nato nel 1972), il 28 febbraio 2008 all'Istana Alam Shah di Klang.[13]

Nel 1988, Tengku Idris ha sposato l'americana Nur Lisa Idris Abd Allah (nata Lisa Davis). Hanno divorziato nel 1997 e hanno un figlio:
- Tengku Amir Shah (nato nel 1990), l'attuale Raja Muda di Selangor.

Nel mese di agosto del 2016 ha sposato Norashikin Abdul Rahman, noto personaggio televisivo. La cerimonia è stata celebrata dal mufti di Selangor Datuk Mohd Tamyes Abd Wahid al Masjid Istana Diraja di Klang; hanno testimoniato il vice mufti di Selangor dott. Anhar Öpir, l'imam Mohd Rasid Mahful, l'ex vice mufti di Selangor Datuk Abdul Majid Omar e il membro del Consiglio religioso islamico del sultanato Datuk Salehuddin Saidin.

## Interessi
Il sultano è noto per essere di carattere avventuroso dopo aver circumnavigato il mondo e scalato montagne. A 30 anni, ha scalato il monte Kinabalu.
Prima di diventare sultano, Sharafuddin era un appassionato marinaio. Nel 1995, ha circumnavigato il globo con il suo yacht, lo SY Langat. Il viaggio è durato ventidue mesi. Ha venduto lo yacht prima di diventare sultano. La Regata internazionale "Raja Muda di Selangor", un importante evento velico annuale, è chiamato così in suo onore.
Ha inoltre preso parte a raduni e gare di auto lunga distanza. Si è unito e ha completato il Motor Challenge Pechino-Parigi con la sua Ford Model B del 1932. Ha coperto 16 000 km in 43 giorni, vincendo la medaglia d'argento nella categoria auto d'epoca. Nel 1986, ha guidato una Saga Proton da Kota Kinabalu a Kuching, coprendo 1111 chilometri in due giorni.